# Gare de Gifu
La gare de Gifu (岐阜駅, Gifu-eki) est une gare ferroviaire de la ville de Gifu au Japon. Elle est exploitée par la Central Japan Railway Company (JR Central).

## Situation ferroviaire
La gare de Gifu est située au point kilométrique (PK) 396,3 de la ligne principale Tōkaidō. Elle marque le début de la ligne principale Takayama.

## Historique
La gare de Gifu a été inaugurée le 21 janvier 1887 sous le nom de gare de Kanō. Elle a pris son nom actuel l'année suivante. 

## Service des voyageurs

### Accueil
La gare dispose d'un bâtiment voyageurs, avec guichets, ouvert tous les jours.

### Desserte
- Ligne principale Tōkaidō :
  - voies 1 et 2 : direction Nagoya
  - voies 5 et 6 : direction Ōgaki et Maibara
- Ligne principale Takayama :
  - voies 3 et 4 : direction Mino-Ōta, Takayama et Toyama

### Intermodalité
La gare de Meitetsu Gifu de la Meitetsu est située à proximité.